# Rezolucje Rady Bezpieczeństwa ONZ z roku 1953
Stałe miejsca w Radzie Bezpieczeństwa ONZ w 1953 posiadały:
- Francja
- Republika Chińska
- Stany Zjednoczone
- Wielka Brytania
- ZSRR

W roku 1953 członkami niestałymi Rady były:
- Chile
- Dania
- Grecja
- Kolumbia
- Liban
- Pakistan

## Rezolucje
Rezolucje Rady Bezpieczeństwa ONZ przyjęte w roku 1953: 
- 99 (w sprawie Międzynarodowego Trybunału Sprawiedliwości)
- 100 (w sprawie Palestyny)
- 101 (w sprawie Palestyny)
- 102 (w sprawie Międzynarodowego Trybunału Sprawiedliwości)
- 103 (w sprawie Międzynarodowego Trybunału Sprawiedliwości)